# Märtha Adlerstråhle
Anna Märtha Vilhelmina Adlerstråhle (16 giugno 1868 – Stoccolma, 4 gennaio 1956) è stata una tennista svedese.

## Palmarès

### Olimpiadi
- Bronzo a Londra 1908 nel singolare femminile indoor.